# Backlash (2018)
 (octobre 2024).
Si vous disposez d'ouvrages ou d'articles de référence ou si vous connaissez des sites web de qualité traitant du thème abordé ici, merci de compléter l'article en donnant les références utiles à sa vérifiabilité et en les liant à la section « Notes et références ».
Cet article concerne l'édition 2018 du pay-per-view Backlash. Pour toutes les autres éditions, voir WWE Backlash.
Pour les articles homonymes, voir Backlash.
Noté 3/5, L'édition 2018 de Backlash est une manifestation de catch (lutte professionnelle) produite par World Wrestling Entertainment (WWE), une fédération de catch américaine, qui est télédiffusée, visible en paiement à la séance, sur le WWE Network. L'événement s'est déroulé le 6 mai 2018 au Prudential Center à Newark, dans l'état du New Jersey, Il s'agit de la quatorzième édition de Backlash.

## Contexte
Les spectacles de la World Wrestling Entertainment (WWE) sont constitués de matchs aux résultats prédéterminés par les scénaristes de la WWE. Ces rencontres sont justifiées par des storylines – une rivalité entre catcheurs, la plupart du temps – ou par des qualifications survenues dans les shows de la WWE telles que Raw, SmackDown, Main Event, NXT, WWE 205 Live. Tous les catcheurs possèdent un gimmick, c'est-à-dire qu'ils incarnent un personnage gentil (face) ou méchant (heel), qui évolue au fil des rencontres. Un événement comme Backlash est donc un événement tournant pour les différentes storylines en cours,.
À WrestleMania 34, Brock Lesnar a conservé le Universal Championship contre Roman Reigns et un match revanche était prévu au Greatest Royal Rumble dans un Steel Cage match. À Raw, Reigns a abordé son match contre Lesnar quand Samoa Joe, qui était blessé depuis janvier, l'a interrompu, il a prononcé que Reigns était un échec, et l'a défié un match à Backlash. Pendant le Superstar Shake-Up, Joe a été transféré à SmackDown. Au Greatest Royal Rumble, Reigns perd contre Lesnar.
À WrestleMania 34, Seth Rollins a battu The Miz et Finn Bálor dans un Triple threat match pour remporter le Intercontinental Championship. La nuit suivante à Raw, The Miz a invoqué sa clause de revanche pour Backlash. Avant ce match, les deux (avec Bálor et Samoa Joe) devraient concourir au Greatest Royal Rumble dans un fatal four-way ladder match pour le championnat. Miz a également été échangé à SmackDown. Rollins a retenu le titre, en le faisant le champion en titre à Backlash
À WrestleMania 34, Nia Jax a battu Alexa Bliss pour remporter le Raw Women's Championship. Le 23 avril, une revanche est prévue pour Backlash.
Dans l'épisode du 10 avril de SmackDown, Charlotte Flair, qui venait de conserver le SmackDown Women's Championship contre Asuka à WrestleMania 34, a été attaquée par The IIconics de NXT (Billie Kay et Peyton Royce). Carmella a profité de l'occasion et a encaissé son Money in the Bank Contract pour remporter le titre. Le 24 avril, une revanche est annoncée pour Backlash.
Le 17 avril à SmackDown, Big Cass faisait son grand retour de blessure, aidant Shinsuke Nakamura à attaquer AJ Styles et Daniel Bryan lors d'un match où les deux faisaient équipe. La semaine suivante, un segment de Miz TV avec l'invité spécial Daniel Bryan a été annoncé, bien que Bryan ne soit jamais sorti. Il a été révélé plus tard que Cass l'avait attaqué, et à son tour a pris sa place sur Miz TV. Plus tard dans la soirée, alors que Bryan quittait la salle de l'entraîneur après l'évaluation médicale, Bryan a annoncé que Paige, la directrice générale de SmackDown, avait prévu un match entre les deux pour Backlash. Au Greatest Royal Rumble, Cass a éliminé Bryan au Greatest Royal Rumble match.

## Tableau des matchs
| Ordre par numéros | Résultat                                                         | Stipulation(s)                                          | Temps |
| --- | ---------------------------------------------------------------- | ------------------------------------------------------- | ----- |
| 1P | Ruby Riott (avec Sarah Logan et Liv Morgan) bat Bayley           | Match simple                                            | 10:10 |
| 2 | Seth Rollins (c) bat The Miz                                     | Match simple pour le WWE Intercontinental Championship  | 20:30 |
| 3 | Nia Jax (c) bat Alexa Bliss                                      | Match simple pour le WWE Raw Women's Championship       | 10:45 |
| 4 | Jeff Hardy (c) bat Randy Orton                                   | Match simple pour le WWE United States Championship     | 12:00 |
| 5 | Daniel Bryan bat Big Cass par soumission                         | Match simple                                            | 7:45  |
| 6 | Carmella (c) bat Charlotte Flair                                 | Match simple pour le WWE SmackDown Women's Championship | 10:00 |
| 7 | AJ Styles (c) contre Shinsuke Nakamura se termine en no contest  | No Disqualification match pour le WWE Championship      | 21:05 |
| 8 | Braun Strowman et Bobby Lashley battent Kevin Owens et Sami Zayn | Tag Team match                                          | 8:40  |
| 9 | Roman Reigns bat Samoa Joe                                       | Match simple                                            | 18:10 |
| La lettre C placée entre parenthèses désigne la personne ou l’équipe championne en titre. P – indique que le match a eu lieu lors du pré-show |                                                                  |                                                         |       |

## Annexe